# Minardi M193
Minardi M193 — гоночный автомобиль Формулы-1, разработанный командой Minardi и построенный для участия в чемпионате 1993 года.

## История
После неудачного предыдущего сезона команда осталось без спонсоров и без двигателей. Вся надежда оставалась на болид M193, сконструированный талантливым Густавом Бруннером, "напичканный" всеми техническими новинками того времени. На M193 поставлялся не очень мощный, но весьма надёжный Ford HB.
Сезон прошёл вполне удачно для команды, приятные сюрпризы начались сразу же: на первом этапе в ЮАР, где первый пилот команды Кристиан Фиттипальди финишировал четвёртым. Итальянец Фабрицио Барбацца, второй пилот команды, типичный рента-драйвер, взятый в команду исключительно из-за денег два раза подряд финиширует шестым на Гран При Европы и Сан-Марино. По итогам четырёх Гран При Minardi делит шестое и седьмое места в Кубке Конструкторов с Sauber, а после того, как Фиттипальди становится пятым в Монако, команда догоняет по очкам Lotus и выходит на пятое-шестое места.
Но денег в команде катастрофически не хватало. Титульными спонсорами команды стали Beta и Cocif. К Гран При Великобритании вернулся Пьерлуиджи Мартини, а под занавес сезона Кристана Фиттипальди подменил Жан-Марк Гунон, принёсший в команду денег, в которой Minardi сильно нуждалась. Ни Мартини, ни Гунон так и не смогли поправить ситуацию, так что пятое место Кристиана в Монако так и осталось последним результативным финишем в сезоне. На медленной трассе Хунгароринг Мартини в квалификации показывает седьмое место - лучшее квалификационное место сезона.
По итогам года Minardi занимает 8-е место в Кубке Конструкторов, а Кристиан Фиттипальди - 13-е в личном зачёте.

## Результаты гонок
| Легенда к таблице |                                                                    |
| --- | ------------------------------------------------------------------ |
| В таблице перечислены результаты всех Гран-при Формулы-1, в которых использовался автомобиль. Строками таблицы являются сезоны, столбцами — этапы чемпионата мира. В каждой клетке указаны сокращённое название этапа и результат, дополнительно обозначенный цветом. Расшифровка обозначений и цветов представлена в нижеследующей таблице. |                                                                    |
| \| Пример \| Описание \| \| ------------ \| ------------------------------------------------------------------ \| \| 1 \| Победитель \| \| 2 \| Второе место \| \| 3 \| Третье место \| \| 5 \| Финишировал, заработав очки \| \| Сход \| Не финишировал, но при этом заработал очки \| \| 12 \| Финишировал, не получив очков \| \| НКЛ \| Финишировал, но не попал в финальную классификацию \| \| 15 \| Участвовал вне зачёта, либо по отдельной классификации \| \| 18 \| Не финишировал, но попал в финальную классификацию \| \| Сход \| Не финишировал \| \| НКВ \| Не прошёл квалификацию \| \| НПКВ \| Не прошёл предквалификацию \| \| ДСК \| Дисквалифицирован \| \| ИСК \| Исключён из протокола соревнований \| \| ТТ \| Заявлен для участия только в тренировках \| \| НС \| Участвовал в квалификации, но не стартовал в гонке \| \| Т \| Травмирован или болен \| \| ОТК \| Отказ от участия \| \| НТР \| Прибыл на соревнования, но на трассу не выезжал \| \| НПР \| Был заявлен в числе участников, но не прибыл к началу соревнований \| \| О \| Соревнования отменены \| \| \| Не участвовал \| \| Поул-позиция \| \| \| Быстрый круг \| \| |                                                                    |
| Пример | Описание                                                           |
| 1 | Победитель                                                         |
| 2 | Второе место                                                       |
| 3 | Третье место                                                       |
| 5 | Финишировал, заработав очки                                        |
| Сход | Не финишировал, но при этом заработал очки                         |
| 12 | Финишировал, не получив очков                                      |
| НКЛ | Финишировал, но не попал в финальную классификацию                 |
| 15 | Участвовал вне зачёта, либо по отдельной классификации             |
| 18 | Не финишировал, но попал в финальную классификацию                 |
| Сход | Не финишировал                                                     |
| НКВ | Не прошёл квалификацию                                             |
| НПКВ | Не прошёл предквалификацию                                         |
| ДСК | Дисквалифицирован                                                  |
| ИСК | Исключён из протокола соревнований                                 |
| ТТ | Заявлен для участия только в тренировках                           |
| НС | Участвовал в квалификации, но не стартовал в гонке                 |
| Т | Травмирован или болен                                              |
| ОТК | Отказ от участия                                                   |
| НТР | Прибыл на соревнования, но на трассу не выезжал                    |
| НПР | Был заявлен в числе участников, но не прибыл к началу соревнований |
| О | Соревнования отменены                                              |
| | Не участвовал                                                      |
| Поул-позиция |                                                                    |
| Быстрый круг |                                                                    |

## Результаты в гонках
| Год  | Шасси | Двигатель                | Шины | Пилоты      | 1    | 2    | 3    | 4    | 5    | 6   | 7    | 8    | 9    | 10  | 11   | 12   | 13  | 14  | 15   | 16   | Место | Очки |
| ---- | ----- | ------------------------ | ---- | ----------- | ---- | ---- | ---- | ---- | ---- | --- | ---- | ---- | ---- | --- | ---- | ---- | --- | --- | ---- | ---- | ----- | ---- |
| 1993 | M193  | Ford Cosworth HBD 3,5 V8 | G    |             | ЮАР  | БРА  | ЕВР  | САН  | ИСП  | МОН | КАН  | ФРА  | ВЕЛ  | ГЕР | ВЕН  | БЕЛ  | ИТА | ПОР | ЯПО  | АВС  | 8     | 7    |
| 1993 | M193  | Ford Cosworth HBD 3,5 V8 | G    | Фиттипальди | 4    | Сход | 7    | Сход | 8    | 5   | 9    | 8    | 12   | 11  | Сход | Сход | 8   | 9   |      |      | 8     | 7    |
| 1993 | M193  | Ford Cosworth HBD 3,5 V8 | G    | Барбацца    | Сход | Сход | 6    | 6    | Сход | 11  | Сход | Сход |      |     |      |      |     |     |      |      | 8     | 7    |
| 1993 | M193  | Ford Cosworth HBD 3,5 V8 | G    | Мартини     |      |      |      |      |      |     |      |      | Сход | 14  | Сход | Сход | 7   | 8   | 10   | Сход | 8     | 7    |
| 1993 | M193  | Ford Cosworth HBD 3,5 V8 | G    | Гунон       |      |      |      |      |      |     |      |      |      |     |      |      |     |     | Сход | Сход | 8     | 7    |
| 1994 | M193B | Ford Cosworth HBD 3,5 V8 | G    |             | БРА  | ТИХ  | САН  | МОН  | ИСП  | КАН | ФРА  | ВЕЛ  | ГЕР  | ВЕН | БЕЛ  | ИТА  | ПОР | ЕВР | ЯПО  | АВС  | 10    | 5    |
| 1994 | M193B | Ford Cosworth HBD 3,5 V8 | G    | Мартини     | 8    | Сход | Сход | Сход | 5    |     |      |      |      |     |      |      |     |     |      |      | 10    | 5    |
| 1994 | M193B | Ford Cosworth HBD 3,5 V8 | G    | Альборето   | Сход | Сход | Сход | 6    | Сход |     |      |      |      |     |      |      |     |     |      |      | 10    | 5    |

| Легенда к таблице |                                                                    |
| --- | ------------------------------------------------------------------ |
| В таблице перечислены результаты всех Гран-при Формулы-1, в которых использовался автомобиль. Строками таблицы являются сезоны, столбцами — этапы чемпионата мира. В каждой клетке указаны сокращённое название этапа и результат, дополнительно обозначенный цветом. Расшифровка обозначений и цветов представлена в нижеследующей таблице. |                                                                    |
| \| Пример \| Описание \| \| ------------ \| ------------------------------------------------------------------ \| \| 1 \| Победитель \| \| 2 \| Второе место \| \| 3 \| Третье место \| \| 5 \| Финишировал, заработав очки \| \| Сход \| Не финишировал, но при этом заработал очки \| \| 12 \| Финишировал, не получив очков \| \| НКЛ \| Финишировал, но не попал в финальную классификацию \| \| 15 \| Участвовал вне зачёта, либо по отдельной классификации \| \| 18 \| Не финишировал, но попал в финальную классификацию \| \| Сход \| Не финишировал \| \| НКВ \| Не прошёл квалификацию \| \| НПКВ \| Не прошёл предквалификацию \| \| ДСК \| Дисквалифицирован \| \| ИСК \| Исключён из протокола соревнований \| \| ТТ \| Заявлен для участия только в тренировках \| \| НС \| Участвовал в квалификации, но не стартовал в гонке \| \| Т \| Травмирован или болен \| \| ОТК \| Отказ от участия \| \| НТР \| Прибыл на соревнования, но на трассу не выезжал \| \| НПР \| Был заявлен в числе участников, но не прибыл к началу соревнований \| \| О \| Соревнования отменены \| \| \| Не участвовал \| \| Поул-позиция \| \| \| Быстрый круг \| \| |                                                                    |
| Пример | Описание                                                           |
| 1 | Победитель                                                         |
| 2 | Второе место                                                       |
| 3 | Третье место                                                       |
| 5 | Финишировал, заработав очки                                        |
| Сход | Не финишировал, но при этом заработал очки                         |
| 12 | Финишировал, не получив очков                                      |
| НКЛ | Финишировал, но не попал в финальную классификацию                 |
| 15 | Участвовал вне зачёта, либо по отдельной классификации             |
| 18 | Не финишировал, но попал в финальную классификацию                 |
| Сход | Не финишировал                                                     |
| НКВ | Не прошёл квалификацию                                             |
| НПКВ | Не прошёл предквалификацию                                         |
| ДСК | Дисквалифицирован                                                  |
| ИСК | Исключён из протокола соревнований                                 |
| ТТ | Заявлен для участия только в тренировках                           |
| НС | Участвовал в квалификации, но не стартовал в гонке                 |
| Т | Травмирован или болен                                              |
| ОТК | Отказ от участия                                                   |
| НТР | Прибыл на соревнования, но на трассу не выезжал                    |
| НПР | Был заявлен в числе участников, но не прибыл к началу соревнований |
| О | Соревнования отменены                                              |
| | Не участвовал                                                      |
| Поул-позиция |                                                                    |
| Быстрый круг |                                                                    |